# Leo Ubbelohde

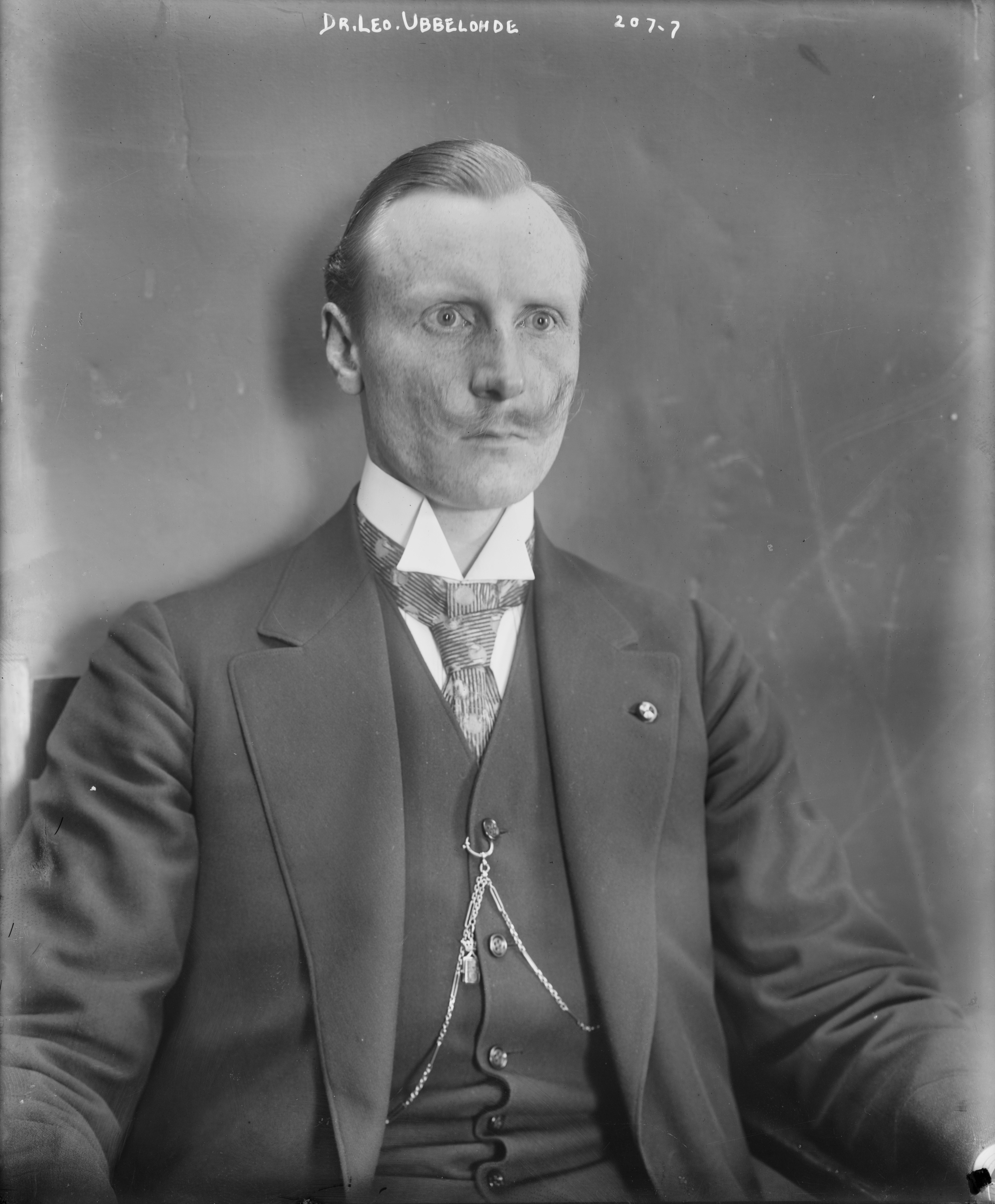
Ubbelohde ca. 1910

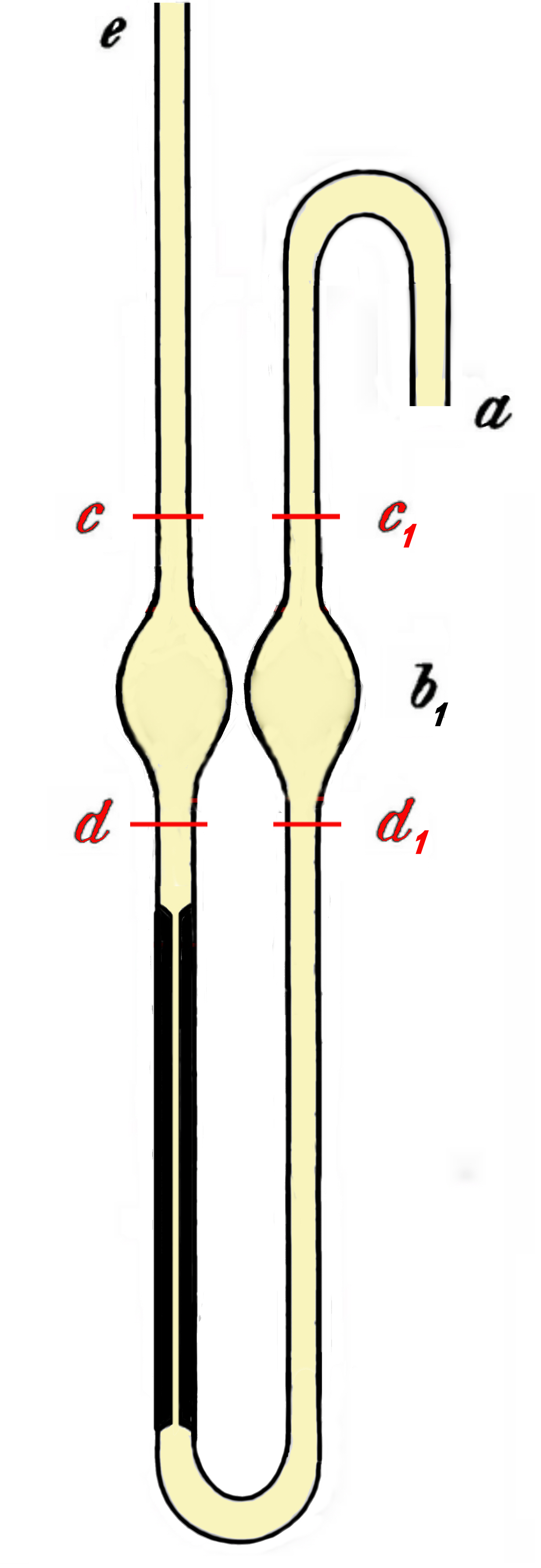
Ubbelohde-Kapillare (1907)

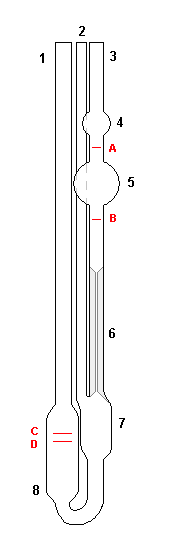
Ubbelohde-Viskosimeter mit hängendem Niveau (1932)

Leo Karl Eduard Ubbelohde (* 4. Januar 1877 in Hannover; † 28. Februar 1964 in Düsseldorf) war ein deutscher Physikochemiker.

## Leben und Wirken
Leo wurde als siebtes Kind des Rechtsanwalts Carl Julius Eduard Ubbelohde (1827–1894) und dessen Frau Johanna Friederike Karoline Charlotte Philippine Wilhelmine Emilie, genannt Amelie, geborene Poppe (1844–1938), einer der ersten Unternehmerinnen sowie Patentinhaberinnen ihrer Zeit, geboren.
Nach seiner Schulzeit und Abitur 1897 in Celle begann er ein Chemiestudium in Berlin an der Friedrich-Wilhelms-Universität, der heutigen Humboldt-Universität zu Berlin. Er promovierte 1903 in Berlin am II. Chemischen Institut („Technologisches Institut“)  bei Wilhelm Pfitzinger mit einer Arbeit Ueber Kondensationen der Isatinsäure und des o-Amidobenzaldehyds mit Isonitrosoaceton. Danach war er bis 1908 am Königlichen Materialprüfungsamt Berlin-Großlichterfelde als Assistent von David Holde im Forschungsbereich Öle und Fette tätig. Hier entwickelte er 1905 eine nützliche Apparatur zur Bestimmung des „wahren Tropfpunkts“ sowie 1907 eine verbesserte Form der Ostwald-Kapillare.
In dieser Zeit verwendete er viel Aufwand, die Ausflusszeiten des Engler-Viskosimeters mit Viskositäten zu vergleichen und erstellte hierfür umfangreiche Tabellenwerke.
1907 erhielt er von Carl Engler die Möglichkeit zur Habilitation an der Technischen Hochschule in Karlsruhe. Im selben Jahr wurde er anlässlich eines internationalen Erdölkongresses in Bukarest zum Generalsekretär der International Petroleum Commission gewählt. Nach der Habilitation 1910 erhielt er 1911 eine Professur in der dortigen Technischen Chemie; Carl Engler und Hans Bunte emeritierten 1919. 1932 meldete er sein verbessertes „Ubbelohde-Viskosimeter mit hängendem Niveau“ zum Patent an.
1933 beendete er seine wissenschaftliche Karriere durch seinen Umzug an die Technische Hochschule zu Berlin. 1933 war Leo Ubbelohde auch Gründungsmitglied der Deutschen Gesellschaft für Erdölforschung. Im selben Jahr trat er in die NSDAP ein.
Ubbelohde wurde 1932 als erster Deutscher zum Ehrenmitglied der Institution of Petroleum Technologists in London und 1937 zum Ehrenmitglied der Association Française du Pétrole ernannt. 1950 wurde er Honorary Fellow des Institute of Petroleum in London.
Er wurde bekannt durch seine Forschungsarbeiten über Mineralöle, Katalyse der Fetthärtung und Viskosität. Nach 1920 befasste er sich bis ins hohe Alter vorrangig mit der Verarbeitung viskoser Textilfasern.
Leo Ubbelohde starb 1964 bei einem Verkehrsunfall im Alter von 88 Jahren. Er wurde in der Familiengruft auf dem Stadtfriedhof Engesohde in Hannover bestattet.

## Publikationen
- Handbuch der Chemie und Technologie der Öle und Fette:  Chemie, Analyse, Gewinnung und Verarbeitung der Öle, Fette, Wachse und Harze
- Zur Viskosimetrie. Anhang: Umwandlungstabellen für Viskositätszahlen, 1940[17]
- Vita Leo Ubbelohde, Anna und Leo Ubbelohde-Stiftung (2014 gegründet)
- Universität Karlsruhe